# 南緯7度線
南緯7度線（なんい7どせん）は、地球の赤道面より南に地理緯度にして7度の角度を成す緯線。大西洋、アフリカ、インド洋、東南アジア、オーストララシア、太平洋、南アメリカを通過する。
この緯度の下では、夏至点時の可照時間は12時間32分であり、冬至点時の可照時間は11時間43分である。
南緯7度線は、コンゴ民主共和国とアンゴラの国境を形成する緯線となっている。

## 通過する地域一覧
南緯7度線は、本初子午線から東に向かって以下の場所を通っている。
| 地理座標                                             | 国土・領土・領海                  | 備考 |
| ---------------------------------------------------- | --------------------------------- | --- |
| 南緯7度0分 東経0度0分 / 南緯7.000度 東経0.000度      | 大西洋                            | |
| 南緯7度0分 東経12度50分 / 南緯7.000度 東経12.833度   | アンゴラ                          | |
| 南緯7度0分 東経16度58分 / 南緯7.000度 東経16.967度   | コンゴ民主共和国                  | |
| 南緯7度0分 東経19度32分 / 南緯7.000度 東経19.533度   | コンゴ民主共和国と アンゴラの国境 | |
| 南緯7度0分 東経20度18分 / 南緯7.000度 東経20.300度   | アンゴラ                          | |
| 南緯7度0分 東経20度34分 / 南緯7.000度 東経20.567度   | コンゴ民主共和国                  | |
| 南緯7度0分 東経29度44分 / 南緯7.000度 東経29.733度   | タンガニーカ湖                    | |
| 南緯7度0分 東経30度34分 / 南緯7.000度 東経30.567度   | タンザニア                        | |
| 南緯7度0分 東経39度33分 / 南緯7.000度 東経39.550度   | インド洋                          | |
| 南緯7度0分 東経52度44分 / 南緯7.000度 東経52.733度   | セーシェル                        | アルフォンス環礁 |
| 南緯7度0分 東経52度46分 / 南緯7.000度 東経52.767度   | インド洋                          | コエティヴィー島（ セーシェル）のちょうど北を通過。                                                                                             |
| 南緯7度0分 東経106度33分 / 南緯7.000度 東経106.550度 | インドネシア                      | ジャワ島 |
| 南緯7度0分 東経112度35分 / 南緯7.000度 東経112.583度 | ジャワ海                          | |
| 南緯7度0分 東経112度46分 / 南緯7.000度 東経112.767度 | インドネシア                      | マドゥラ島 |
| 南緯7度0分 東経114度4分 / 南緯7.000度 東経114.067度  | ジャワ海                          | |
| 南緯7度0分 東経115度16分 / 南緯7.000度 東経115.267度 | インドネシア                      | カンゲアン諸島及びパリアト諸島 |
| 南緯7度0分 東経115度40分 / 南緯7.000度 東経115.667度 | ジャワ海                          | タナージャムペア島のちょうど北を通過。 |
| 南緯7度0分 東経120度37分 / 南緯7.000度 東経120.617度 | バンダ海                          | ダマール島（ インドネシア）のちょうど北を通過。 イタイン島とマル島（ インドネシア）の間を通過。                                                 |
| 南緯7度0分 東経131度58分 / 南緯7.000度 東経131.967度 | インドネシア                      | フォーデート島 |
| 南緯7度0分 東経131度59分 / 南緯7.000度 東経131.983度 | アラフラ海                        | トランガン島（ インドネシア）のちょうど北を通過。                                                                                               |
| 南緯7度0分 東経138度37分 / 南緯7.000度 東経138.617度 | インドネシア                      | ニューギニア島 |
| 南緯7度0分 東経141度1分 / 南緯7.000度 東経141.017度  | パプアニューギニア                | ニューギニア島 |
| 南緯7度0分 東経146度59分 / 南緯7.000度 東経146.983度 | 太平洋                            | ソロモン海 |
| 南緯7度0分 東経155度42分 / 南緯7.000度 東経155.700度 | ソロモン諸島                      | ショートランド島 |
| 南緯7度0分 東経155度46分 / 南緯7.000度 東経155.767度 | 太平洋                            | ファウロ島（ ソロモン諸島）のちょうど南を通過。                                                                                                 |
| 南緯7度0分 東経156度43分 / 南緯7.000度 東経156.717度 | ソロモン諸島                      | チョイスル島 |
| 南緯7度0分 東経157度6分 / 南緯7.000度 東経157.100度  | 太平洋                            | ナヌメア環礁とナヌマンガ島（共に ツバル）の間を通過。 ニウタオ島（ ツバル）のちょうど北を通過。 スターバック島（ キリバス）のちょうど南を通過。 |
| 南緯7度0分 西経79度47分 / 南緯7.000度 西経79.783度   | ペルー                            | |
| 南緯7度0分 西経73度46分 / 南緯7.000度 西経73.767度   | ブラジル                          | アマゾナス州 パラー州 トカンティンス州 マラニョン州 ピアウイ州 セアラー州 パライバ州                                                            |
| 南緯7度0分 西経34度49分 / 南緯7.000度 西経34.817度   | 大西洋                            | |